# Ilex cassine
Ilex cassine är en järneksväxtart som beskrevs av Carl von Linné. Ilex cassine ingår i släktet järnekar, och familjen järneksväxter.

## Underarter
Arten delas in i följande underarter:
- I. c. cassine
- I. c. chiapensis
- I. c. mexicana
- I. c. latifolia

## Bildgalleri

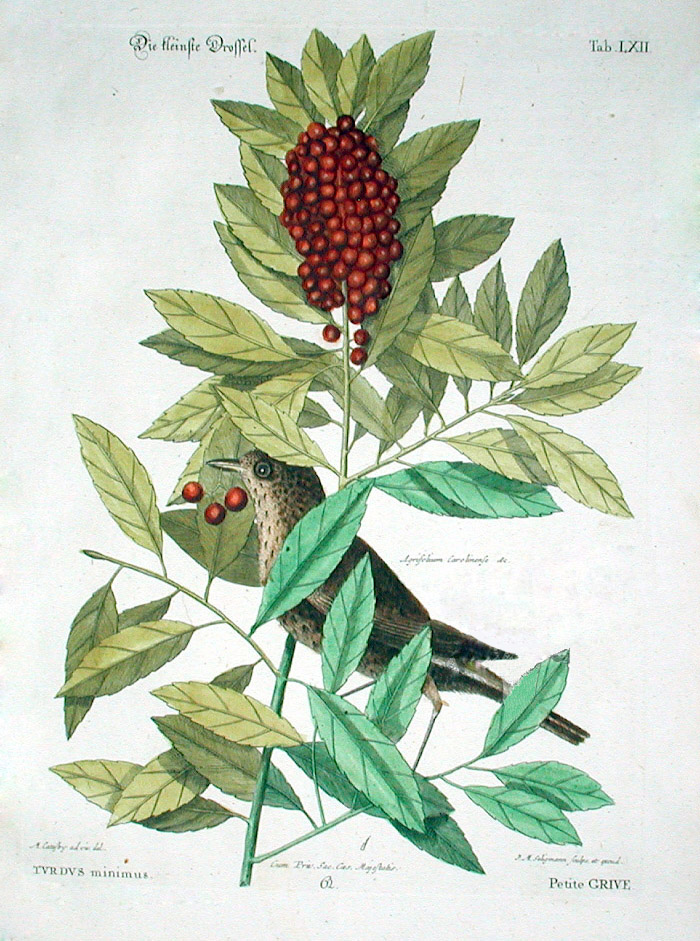
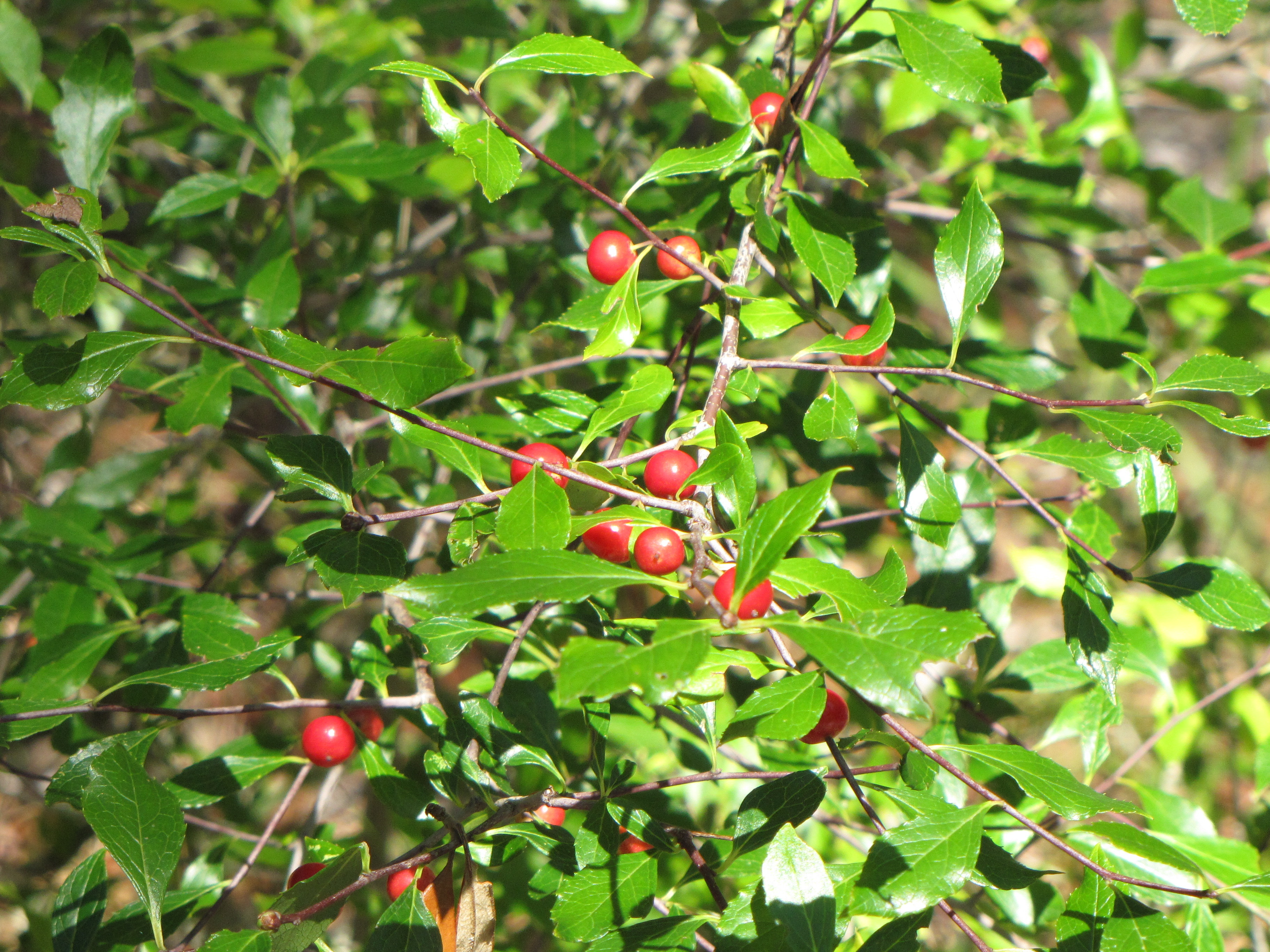
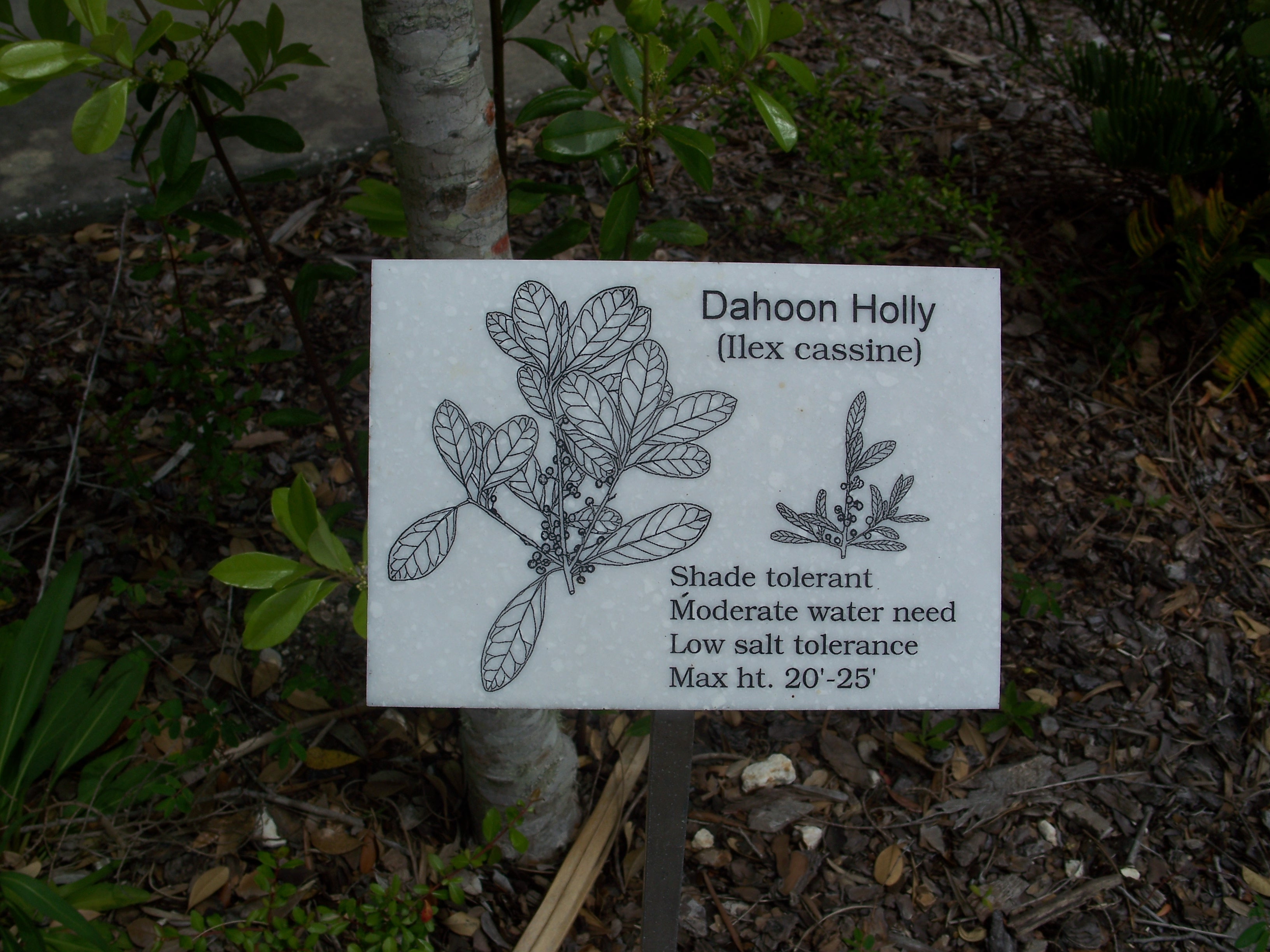
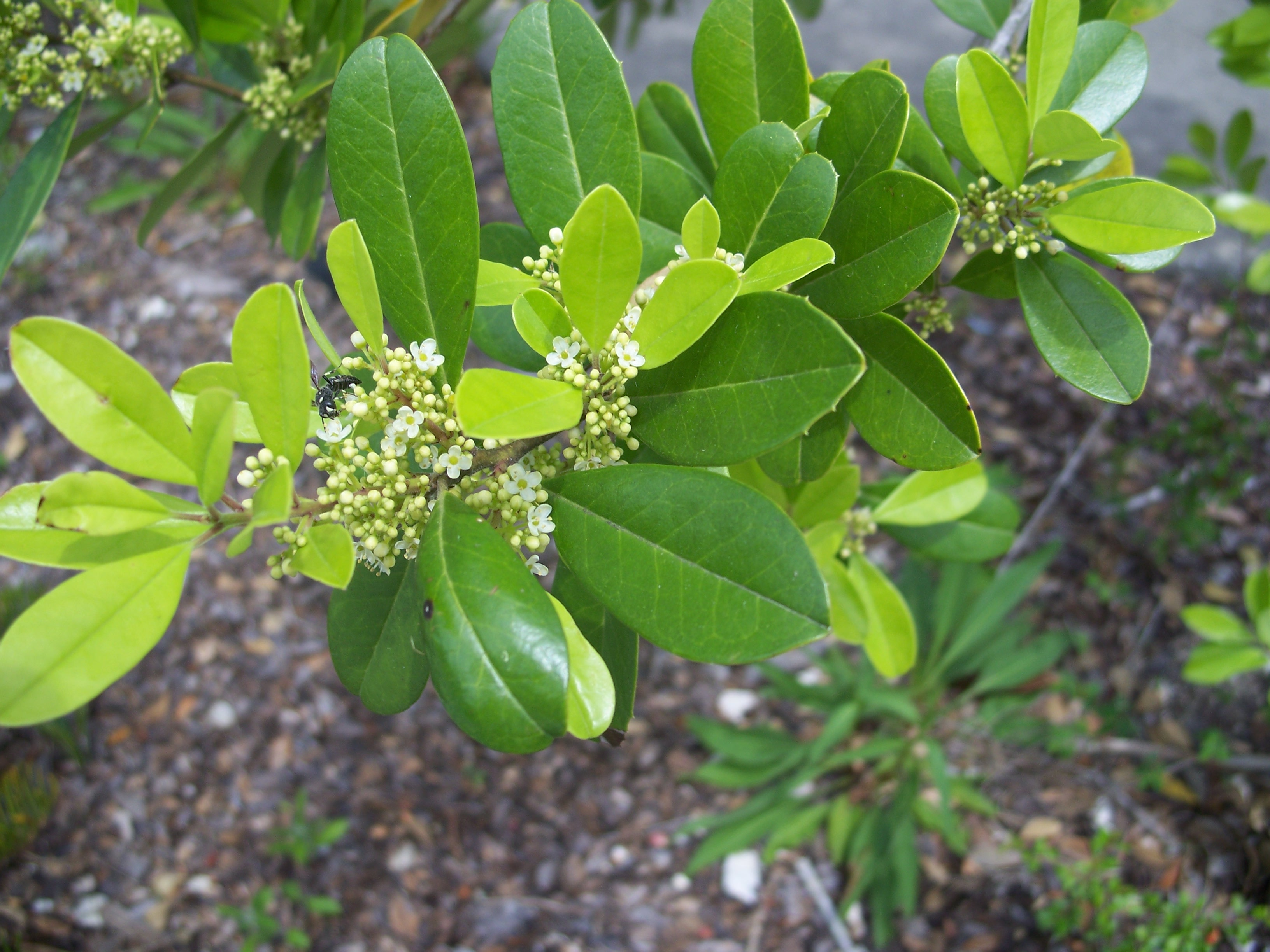
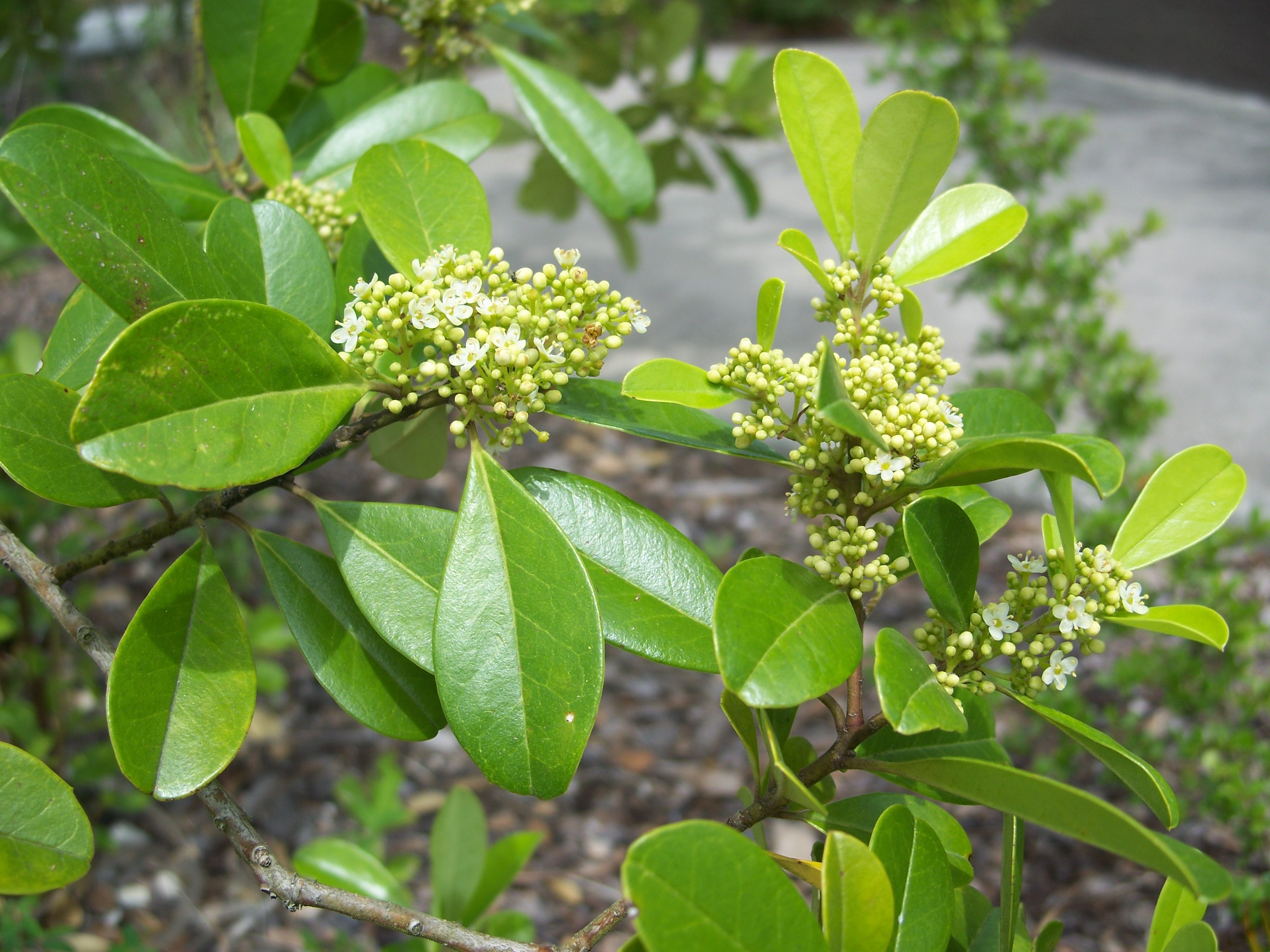
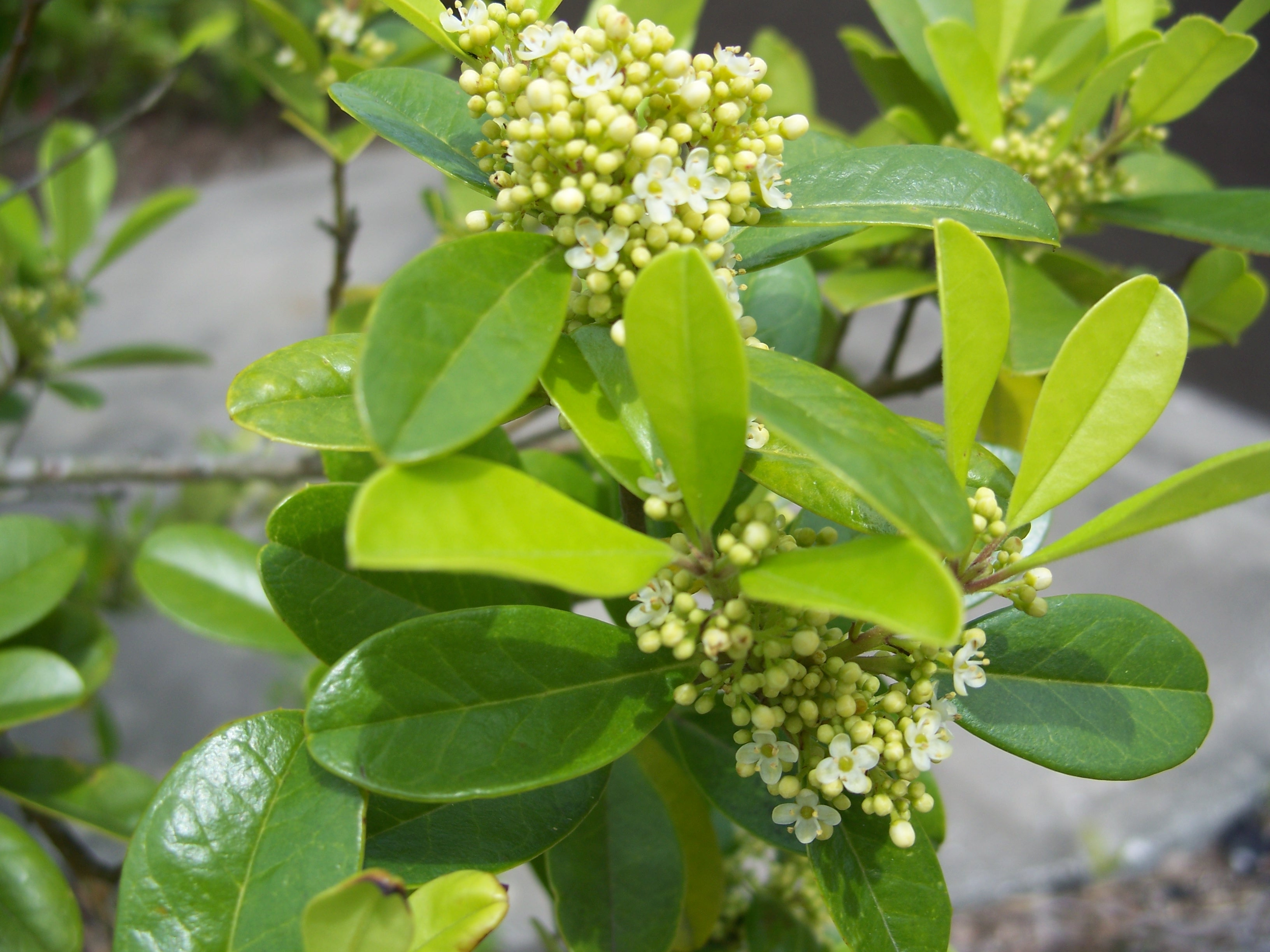